# Protopolybia
Protopolybia (лат.) — род общественных ос из семейства Vespidae. Около 30 видов.

## Распространение
Неотропика: Центральная и Южная Америка; 1 вид — эндемик Мексики.

## Описание
Мелкие общественные осы (например, размер рабочих особей у Protopolybia exigua около 5 мм). Семьи содержат от 30 до нескольких сотен активных рабочих ос. Новые гнезда виды этого рода, как и многие другие представители трибы Epiponini, основывают путём роения. Формула щупиков 6,4 (нижнечелюстные + нижнегубные). Сложные глаза без щетинок. Оцеллии мелкие. Затылочный киль имеется. Вершина наличника и метанотум округлые; передний край (киль) пронотума короткий, притуплённый. Скутеллюм относительно плоский. Проподеальный киль отсутствует. Около 30 видов.

## Систематика
Род Protopolybia был проанализирован с использованием мультилокусного филогенетического подхода, который подтвердил его монофилию. Однако в отличие от схемы, полученной исключительно на основе морфологических данных, этот анализ разделяет род только на две основные клады.
- Protopolybia acutiscutis (Cameron, 1906) — Белиз, Боливия, Бразилия, Венесуэла, Гватемала, Гондурас, Колумбия, Коста-Рика, Панама, Перу, Эквадор.
- Protopolybia aliciae Silveira, 2004 — Бразилия
- Protopolybia amarella Bequaert, 1944 — Боливия, Бразилия, Гайана, Колумбия, Перу[7]
- Protopolybia bella (von Ihering, 1903) — Боливия, Бразилия, Панама, Перу, Суринам typus
- Protopolybia biguttata  Bequaert
- Protopolybia bituberculata  Silveira and Carpenter
- Protopolybia cameranii  (Zavattari)
- Protopolybia chanchamayensis  Bequaert
- Protopolybia chartergoides  (Gribodo)
- Protopolybia clypeata Santos, Silveira & Carpenter, 2015[8]
- Protopolybia collombiana Santos, Silveira & Carpenter, 2015[8]
- Protopolybia diligens (Smith, 1857)
- Protopolybia duckei (du Buysson)
- Protopolybia duckeianus (Richards)
- Protopolybia emortualis  (de Saussure)
- Protopolybia exigua  (de Saussure)
- Protopolybia fuscatus  (Fox)
- Protopolybia holoxantha
- Protopolybia iheringi
- Protopolybia laboriosa
- Protopolybia lidiae  Santos & Silveira, 2017 — Бразилия[9]
- Protopolybia minutissima Spinola, 1851
- Protopolybia nitida
- Protopolybia pallidibalteata
- Protopolybia panamensis
- Protopolybia perfulvula
- Protopolybia picteti
- Protopolybia rotundata
- Protopolybia rubrithorax
- Protopolybia rugulosa
- Protopolybia scutellaris
- Protopolybia scutellaris Bequaert, 1944
- Protopolybia sedula (de Saussure, 1854) — Южная Америка
- Protopolybia similis Santos, Silveira & Carpenter, 2015[8]
- Protopolybia steinbachi Richards, 1978 — Боливия
- Protopolybia weyrauchi Bequaert, 1944 — Перу
- Protopolybia wheeleri Bequaert, 1944 — Колумбия, Никарагуа, Панама
- Другие виды